# Isola di Re Guglielmo
L’isola di Re Guglielmo (in inglese King William Island, in inuktitut Qikiqtaq) è un'isola dell'arcipelago artico canadese, nel territorio del Nunavut. Ha una superficie di 13.111 km², il che la rende la 61ª isola più grande del mondo e la 15ª del Canada. La sua popolazione, secondo le stime del 2011, era di 1.324 abitanti.

## Geografia
Lo stretto di James Ross e lo stretto Rae la separano a est dalla Boothia. A nord-ovest c'è lo stretto Victoria che la separa dall'isola Victoria, a sud-ovest lo stretto Alessandra la separa dall'isola della Royal Geographical Society. Oltre lo stretto Simpson, a sud, c'è la penisola Adelaide, mentre il golfo della Regina Maud è a sud-ovest.

## Storia
L'isola, a lungo occupata dal popolo Inuit, era originariamente conosciuta come "terra di Re Guglielmo", nome datole nel 1830 da John Ross – inizialmente persuaso che si trattasse di una penisola – in onore del regnante britannico Guglielmo IV. Nel 1903, l'esploratore Roald Amundsen, cercando il passaggio a nord-ovest, navigò attraverso lo stretto di James Ross fermandosi in un porto naturale sulla costa sud dell'isola. Lì, incapace di procedere a causa di ghiaccio, trascorse gli inverni del 1903-4 e del 1904-5. Nelle acque della piccola Terror Bay, posta lungo la costa sud-occidentale dell'isola, i ricercatori della fondazione canadese Arctic Research Foundation hanno annunciato nel 2016 il ritrovamento del relitto della HMS Terror, uno dei velieri che presero parte alla spedizione perduta di Franklin.